# Antigonos von Karystos (Dichter)
Antigonos von Karystos (latinisiert Antigonus Carystius; altgriechisch Ἀντίγονος ὁ Καρύστιος) war ein griechischsprachiger Dichter wohl des 1. Jahrhunderts v. Chr., von dem zwei Epigramme überliefert sind (Anthologia Palatina 4, 2, 12 und 9, 406).
Nach einer Hypothese von Ulrich von Wilamowitz-Moellendorff ist der Dichter auch Autor eines von Antoninus Liberalis in dessen Metamorphosen (Nr. 23) erwähnten verlorenen mythographischen Werkes Umwandlungen, das Verwandlungsmythen behandelte. Es dürfte sich um eine Dichtung gehandelt haben.
Der Dichter Antigonos von Karystos ist nicht zu verwechseln mit dem gleichnamigen Verfasser von Philosophenbiographien, der im 3. Jahrhundert v. Chr. lebte, siehe Antigonos von Karystos (Schriftsteller).